# CVX2-kod
CVX2-kod, en sammanfattning för MasterCard CVC2 (Card Verification Code), och Visa CVV2-kod, (Card Verification Value), CID (Card Identification Data) är de tre sista siffrorna på baksidan av ett konto- eller kreditkort. Vid betalning över internet är det vanligt att man måste uppge kortets CVX2-kod, då denna unikt identifierar den enskilda kortbrickan.
Ibland används felaktigt begreppet CVV-kod eller CVC-kod för att beskriva fenomenet. CVV och CVC är den kod i kortets magnetspår eller chip, som verifierar kortnumrets giltighet (även kallad spår1-information).